# Max Griffin
Max Griffin (Santa Barbara, 29 de novembro de 1985) é um lutador americano de artes marciais mistas, atualmente competindo no peso meio-médio do Ultimate Fighting Championship.

## Início
Griffin nasceu em Santa Bárbara, California. Ele é faixa preta de Bok Fu, Tae-Kwon-Do, e Kung Fu
Max Griffin atualmente é treinado por David Marinoble, quem o prepara para suas lutas no UFC.

## Carreira no MMA

### Ultimate Fighting Championship
Griffin fez sua estreia no UFC em 20 de agosto de 2016 no UFC 2012: Diaz vs. McGregor 2 contra Colby Covington. Ele perdeu por nocaute técnico no terceiro round.
Ele enfrentou Erick Montano no The Ultimate Fighter: América Latina 3 em 5 de novembro de 2016. Ele venceu por nocaute no primeiro round.
Griffin enfrentou Elizeu Zaleski dos Santos em 28 de outubro de 2017 no UFC Fight Night: Brunson vs. Machida. Ele perdeu por decisão unânime.
Na última luta do seu contrato, Griffin enfrentou Mike Perry em 24 de fevereiro de 2018 no UFC on Fox: Emmett vs. Stephens Ele venceu por decisão unânime.
Griffin enfrentou Curtis Millender em 7 de julho de 2018 no UFC 226: Miocic vs. Cormier. Ele perdeu por decisão unânime.
Griffin enfrentou Thiago Alves no UFC Fight Night: Assunção vs. Moraes 2. Ele perdeu por decisão dividida.
Griffin enfrentou Zelim Imadaev em 13 de abril de 2019 no UFC 236: Holloway vs. Poirier 2. Ele venceu por decisão majoritária.
Griffin enfrentou Alex Morono em 12 de outubro de 2018 no UFC Fight Night: Joanna vs. Waterson. Ele perdeu por decisão unânime.
Griffin enfrentou Alex Oliveira em 7 de março de 2020 no UFC 248: Adesanya vs. Romero. Ele perdeu por decisão dividida.

## Cartel no MMA
| Cartel no MMA   |             |            |
| 26 lutas        | 18 vitórias | 8 derrotas |
| Por nocaute     | 9           | 1          |
| Por finalização | 2           | 0          |
| Por decisão     | 7           | 7          |

| Res.    | Cartel | Oponente                  | Método                                 | Evento                                         | Data       | Round | Tempo | Local                   | Notas                                          |
| ------- | ------ | ------------------------- | -------------------------------------- | ---------------------------------------------- | ---------- | ----- | ----- | ----------------------- | ---------------------------------------------- |
| Vitória | 18-8   | Carlos Condit             | Decisão (unânime)                      | UFC 264: Poirier vs. McGregor 3                | 10/07/2021 | 3     | 5:00  | Las Vegas, Nevada       |                                                |
| Vitória | 17-8   | Kenan Song                | Nocaute (socos)                        | UFC on ESPN: Brunson vs. Holland               | 20/03/2021 | 1     | 2:20  | Las Vegas, Nevada       | Performance da Noite.                          |
| Vitória | 16-8   | Ramiz Brahimaj            | Nocaute Técnico (interrupção médica)   | UFC Fight Night: Santos vs. Teixeira           | 07/11/2020 | 3     | 2:03  | Las Vegas, Nevada       |                                                |
| Derrota | 15-8   | Alex Oliveira             | Decisão (dividida)                     | UFC 248: Adesanya vs. Romero                   | 07/03/2020 | 3     | 5:00  | Las Vegas, Nevada       |                                                |
| Derrota | 15-7   | Alex Morono               | Decisão (unânime)                      | UFC Fight Night: Joanna vs. Waterson           | 12/10/2019 | 3     | 5:00  | Tampa, Florida          |                                                |
| Vitória | 15-6   | Zelim Imadaev             | Decisão (majoritária)                  | UFC 236: Holloway vs. Poirier 2                | 13/04/2019 | 3     | 5:00  | Atlanta, Geórgia        |                                                |
| Derrota | 14-6   | Thiago Alves              | Decisão (dividida)                     | UFC Fight Night: Assunção vs. Moraes 2         | 02/02/2019 | 3     | 5:00  | Fortaleza               |                                                |
| Derrota | 14-5   | Curtis Millender          | Decisão (unânime)                      | UFC 226: Miocic vs. Cormier                    | 07/07/2018 | 3     | 5:00  | Las Vegas, Nevada       |                                                |
| Vitória | 14-4   | Mike Perry                | Decisão (unânime)                      | UFC on Fox: Emmett vs. Stephens                | 24/02/2018 | 3     | 5:00  | Orlando, Florida        |                                                |
| Derrota | 13-4   | Elizeu Zaleski dos Santos | Decisão (unânime)                      | UFC Fight Night: Brunson vs. Machida           | 28/10/2017 | 3     | 5:00  | São Paulo               | Luta da Noite.                                 |
| Vitória | 13-3   | Erick Montaño             | Nocaute Técnico (socos)                | The Ultimate Fighter: América Latina 3         | 05/11/2016 | 1     | 0:54  | Cidade do México        |                                                |
| Derrota | 12-3   | Colby Covington           | Nocaute Técnico (socos)                | UFC 202: Diaz vs. McGregor 2                   | 20/08/2016 | 3     | 2:18  | Las Vegas, Nevada       | Estreia no UFC.                                |
| Vitória | 12-2   | David Mitchell            | Nocaute (soco)                         | West Coast Fighting Championship 16            | 23/01/2016 | 1     | 0:43  | Sacramento, California  |                                                |
| Vitória | 11-2   | Randall Wallace           | Nocaute Técnico (socos)                | West Coast Fighting Championship 15            | 10/10/2015 | 4     | 1:44  | Sacramento, California  | Defendeu o Cinturão Meio-Médio do WCFC.        |
| Derrota | 10-2   | Chidi Njokuani            | Decisão (dividida)                     | Tachi Palace Fights 23                         | 07/05/2015 | 5     | 5:00  | Lemoore, California     | Perdeu o Cinturão Meio-médio do TPF.           |
| Vitória | 10-1   | Ricky Legere              | Nocaute (soco)                         | Tachi Palace Fights 21                         | 06/11/2014 | 1     | 3:21  | Lemoore, California     | Ganhou o Cinturão Meio-Médio do TPF.           |
| Vitória | 9-1    | Randall Wallace           | Finalização (mata leão)                | Tachi Palace Fights 19                         | 19/06/2014 | 2     | 2:20  | Lemoore, California     |                                                |
| Vitóri  | 8-1    | Waachiim Spiritwolf       | Decisão (dividida)                     | The Warriors Cage 19                           | 25/01/2014 | 3     | 5:00  | Porterville, California | Volta aos Meio-Médios.                         |
| Vitória | 7-1    | Fernando Gonzalez         | Decisão (dividida)                     | West Coast Fighting Championship 7             | 16/11/2013 | 5     | 5:00  | Sacramento, California  | Ganhou o Cinturão Peso Médio Interino do WCFC. |
| Vitória | 6-1    | Kito Andrew               | Decisão (unânime)                      | West Coast Fighting Championship 5             | 03/05/2013 | 5     | 5:00  | Sacramento, California  | Ganhou o Cinturão Meio-Médio do WCFC.          |
| Vitória | 5-1    | Richard Rigmaden          | Finalização (estrangulamento anaconda) | West Coast Fighting Championship 4             | 18/01/2013 | 1     | 0:56  | Sacramento, California  |                                                |
| Derrota | 4-1    | Justin Baesman            | Decisão (dividida)                     | West Coast Fighting Championship: Showdown     | 09/06/2012 | 5     | 5:00  | Yuba City, California   |                                                |
| Vitória | 4-0    | Jaime Jara                | Nocaute (soco)                         | West Coast Fighting Championship: Bruvada Bash | 07/01/2012 | 1     | 0:56  | Placerville, California |                                                |
| Vitória | 3-0    | Joshua Miranda            | Decisão (unânime)                      | Gladiator Challenge: Impulse                   | 13/11/2010 | 3     | 5:00  | Placerville, California |                                                |
| Vitória | 2-0    | Aaron Hamilton            | Nocaute Técnico (socos)                | Gladiator Challenge: Undisputed                | 18/09/2010 | 2     | 2:20  | Placerville, California |                                                |
| Vitória | 1-0    | Kino Vuittonet            | Nocaute Técnico (socos)                | Gladiator Challenge: First Strike              | 10/10/2009 | 1     | 0:25  | Placerville, California | Estreia nos Meio-Médios.                       |